# Anesthésie loco-régionale
Pour un article plus général, voir Anesthésie.
 (juin 2023).
Si vous disposez d'ouvrages ou d'articles de référence ou si vous connaissez des sites web de qualité traitant du thème abordé ici, merci de compléter l'article en donnant les références utiles à sa vérifiabilité et en les liant à la section « Notes et références ».
L'anesthésie locorégionale est une stratégie d'anesthésie qui consiste à injecter des anesthésiques locaux au voisinage d'un nerf ou de la moelle spinale, en amont de la zone douloureuse, afin d'insensibiliser une région donnée de l'organisme. Elle est pratiquée par des médecins anesthésistes-réanimateurs.

## Description
Une anesthésie loco-régionale se distingue d'une anesthésie locale car elle consiste à anesthésier les nerfs en amont de la zone douloureuse. Elle se pratique à tous les niveaux du système nerveux, souvent avec l'appui de l'échographie pour guider le geste et réduire les complications possibles. 

## Types d'anesthésies locorégionales
Selon sa localisation, l'anesthésie locorégionale peut être :
- périmédullaire ou centrale[1] :
  - rachianesthésie (e.g. césarienne) ;
  - Péridurale (e.g. travail obstétrical) ;
- périphérique[2] ;
  - tronculaire/plexique(liste non exhaustive) :
    - blocs de la face ;
    - bloc cervical (e.g. chirurgie carotidienne) ;
    - bloc interscalénique (e.g. chirurgie de l'épaule) ;
    - bloc axillaire et supraclaviculaire  (e.g. chirurgie du poignet) ;
    - bloc médian/radial/ulnaire  (e.g. chirurgie de la main) ;
    - bloc intercostal  (e.g. chirurgie thoracique) ;
    - bloc paravertébral  (e.g. chirurgie thoracique) ;
    - bloc érecteur du rachis  (e.g. chirurgie thoracique) ;
    - bloc pectoral  (e.g. chirurgie mammaire) ;
    - bloc serratus  (e.g. chirurgie mammaire) ;
    - bloc plan transversal de l'abdomen  (e.g. chirurgie abdominale) ;
    - bloc ilio-inguinal  (e.g. chirurgie inguinale) ;
    - bloc pénien (e.g. posthectomie) ;
    - bloc femoral (e.g. chirurgie du femur) ;
    - bloc sciatique (e.g. chirurgie du pied) ;
    - bloc saphène/canal des adducteurs  (e.g. chirurgie tibiale).

## Utilisation
Selon la nature de l'intervention,  l'anesthésie loco-régionale peut être recommandée de façon isolée, ou en complément d'une anesthésie générale. Dans ce dernier cas, elle fait partie d'une stratégie multimodale de prise en charge de la douleur, pouvant être une aide précieuse pour l'épargne morphinique.
Même lorsqu'elle est utilisée de façon isolée pour permettre la chirurgie, elle ne dispense pas des règles de jeûne pré opératoire et d'une consultation d'anesthésie.